# The Living Death
Pour plus de détails, voir Fiche technique et Distribution.
The Living Death est un film américain réalisé par Tod Browning, sorti en 1915.

## Fiche technique
- Titre : The Living Death
- Réalisation : Tod Browning
- Pays de production : États-Unis
- Format : Noir et blanc - 1,33:1 - Film muet
- Genre : court métrage
- Date de sortie : 1915

## Distribution
- F.A. Turner : Dr Farrell
- Billie West : Naida Farrell
- Edward Peil Sr. : Tom O Day